# Place de l'Étoile (Grenoble)
Pour les articles homonymes, voir Place de l'Étoile.
La place de l'Étoile est une place publique de la commune française de Grenoble, dans le département français de l'Isère, en région Auvergne-Rhône-Alpes.

## Situation et accès
Cette place, située dans le quartier de l'hyper-centre, non loin de la zone piétonne, est contigüe à la place Vaucanson et au square de la place du Docteur Martin.

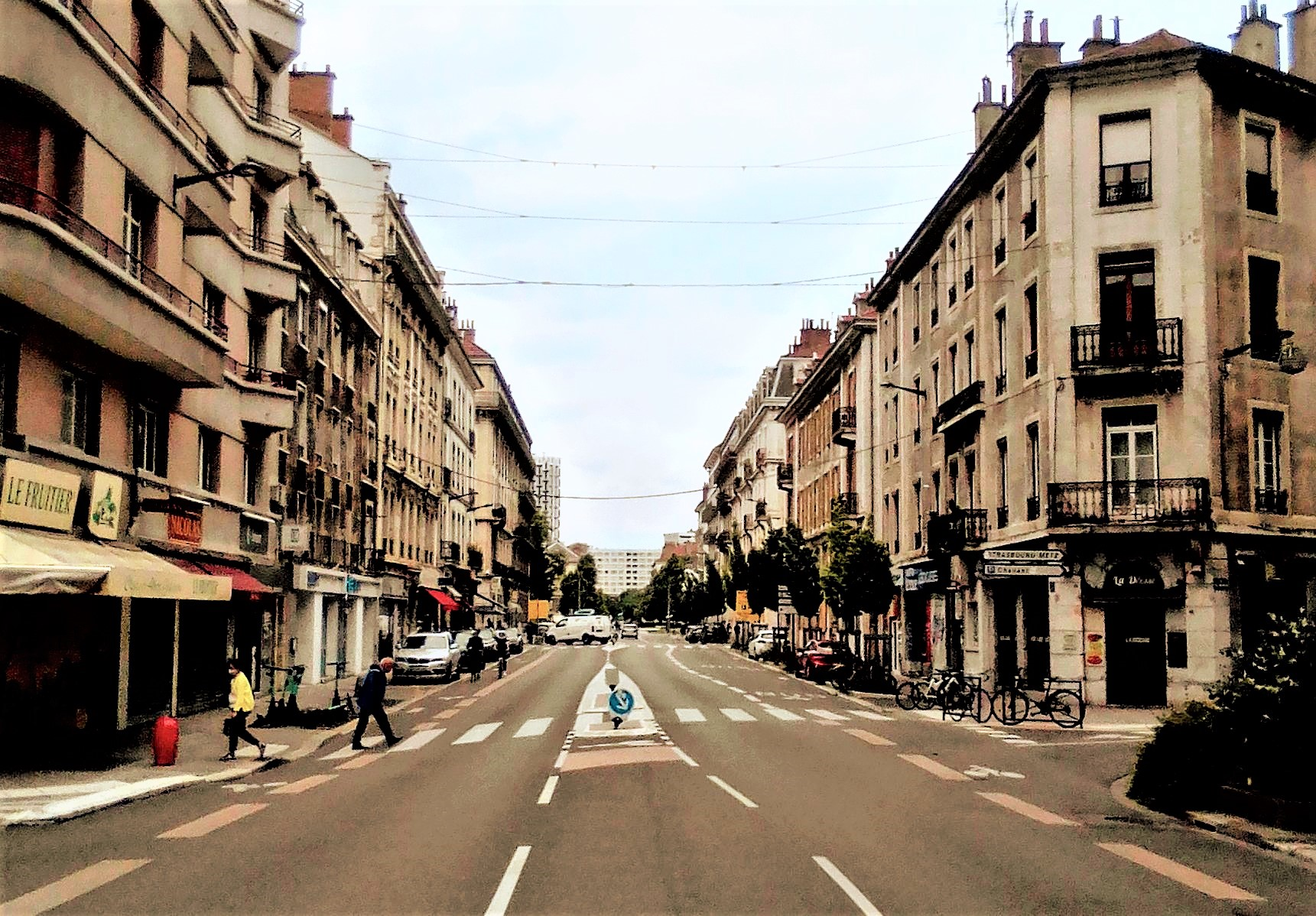
La rue Lesdiguières en direction de la place de Verdun depuis la place de l'Étoile

En partant du nord, et dans le sens des aiguilles d'une montre, la place de l'Étoile donne accès aux voies suivantes, selon les références toponymiques fournies par le site géoportail de l'Institut géographique national:
- Nord : Place Vaucanson
- Sud-est : rue de Strasbourg
- Sud : rue Lesdiguières
- Sud-ouest : rue Saint-Joseph
- Nord-ouest : place du Docteur Léon martin (espace unique formé avec la place Vaucanson)

La place, positionnée dans le quartier hypercentre de Grenoble, à proximité de la principale zone commerçante de la ville, est accessible aux piétons, cyclistes ou automobilistes depuis n'importe quel point de la ville.
Transports publics
La place est directement desservie par la ligne A du réseau de tramway de l'agglomération grenobloise, la station la plus proche se dénommant Place de Verdun ainsi que plusieurs lignes d'autobus 

## Description
Il s'agit d'une place de forme assez originale, évoquant plutôt une rue lorsqu'on la découvre au niveau du sol. Elle offre la particularité d'être contigüe avec deux autres places de la ville, la place Vaucanson et la place du Docteur Léon Martin (qui abrite un square bordé d'arbres) avec laquelle, elle forme un unique espace urbain. Elle permet de relier cet espace à la rue Lesdiguières qui elle même relie la place de Verdun. Cette place est entièrement bordée de commerces.

## Origine du nom

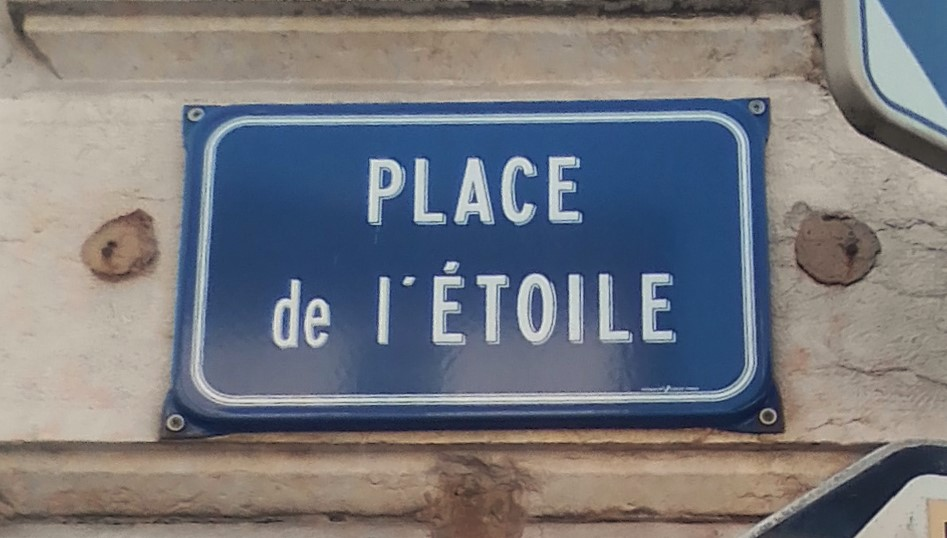
Plaque de la Place de l'Étoile

La configuration de cette place peut évoquer un pentagramme (ou étoile à cinq branches) en raison de l'orientation des rues qui la bordent.

## Historique
La dénomination de cette place date de 1856. Elle constituait jusqu'au XIXe siècle, la limite ouest de la Ville de Grenoble et la rue Lesdiguières qui la traverse de part en part, aboutissait à deux portes d'accès de la ville : la porte de Bonne à l'ouest et la porte des Adieux à l'est.
Une fontaine avec vasque en pierre ornait, depuis 1856, le centre de la Place mais elle dut être supprimée en 1929, en raison d'une circulation trop dense.
Lors des inondations de Grenoble en novembre 1859, l'eau a atteint 89 cm de hauteur au niveau de la place (mesure effectuée à l'angle de la rue Saint-Joseph). Il existe au niveau du N°2 de la place un site de repère de crue indiquant la date exacte de la mesure fixée à 212,64 m.